# ISO 3166-2:AT

Ausztria tartományai

Az ISO 3166-2:AT egy földrajzi kódokat definiáló ISO szabvány; az ISO 3166-2 szabvány területeket és településeket leíró kódjai közül az Ausztriára vonatkozók tartoznak ide. Az Ausztria tartományait jelölő kód első két betűje Ausztria ISO 3166-1 kódja, azaz AT, míg az utolsó karakter szám.
| Kód  | Tartomány      |
| ---- | -------------- |
| AT-1 | Burgenland     |
| AT-2 | Karintia       |
| AT-3 | Alsó-Ausztria  |
| AT-4 | Felső-Ausztria |
| AT-5 | Salzburg       |
| AT-6 | Stájerország   |
| AT-7 | Tirol          |
| AT-8 | Vorarlberg     |
| AT-9 | Bécs           |

## Lásd még
- ISO 3166-1